# Ommatius rufipes
Ommatius rufipes là một loài ruồi trong họ Asilidae. Ommatius rufipes được Macquart miêu tả năm 1838. Loài này phân bố ở miền Ấn Độ - Mã Lai.